# Judenhaus

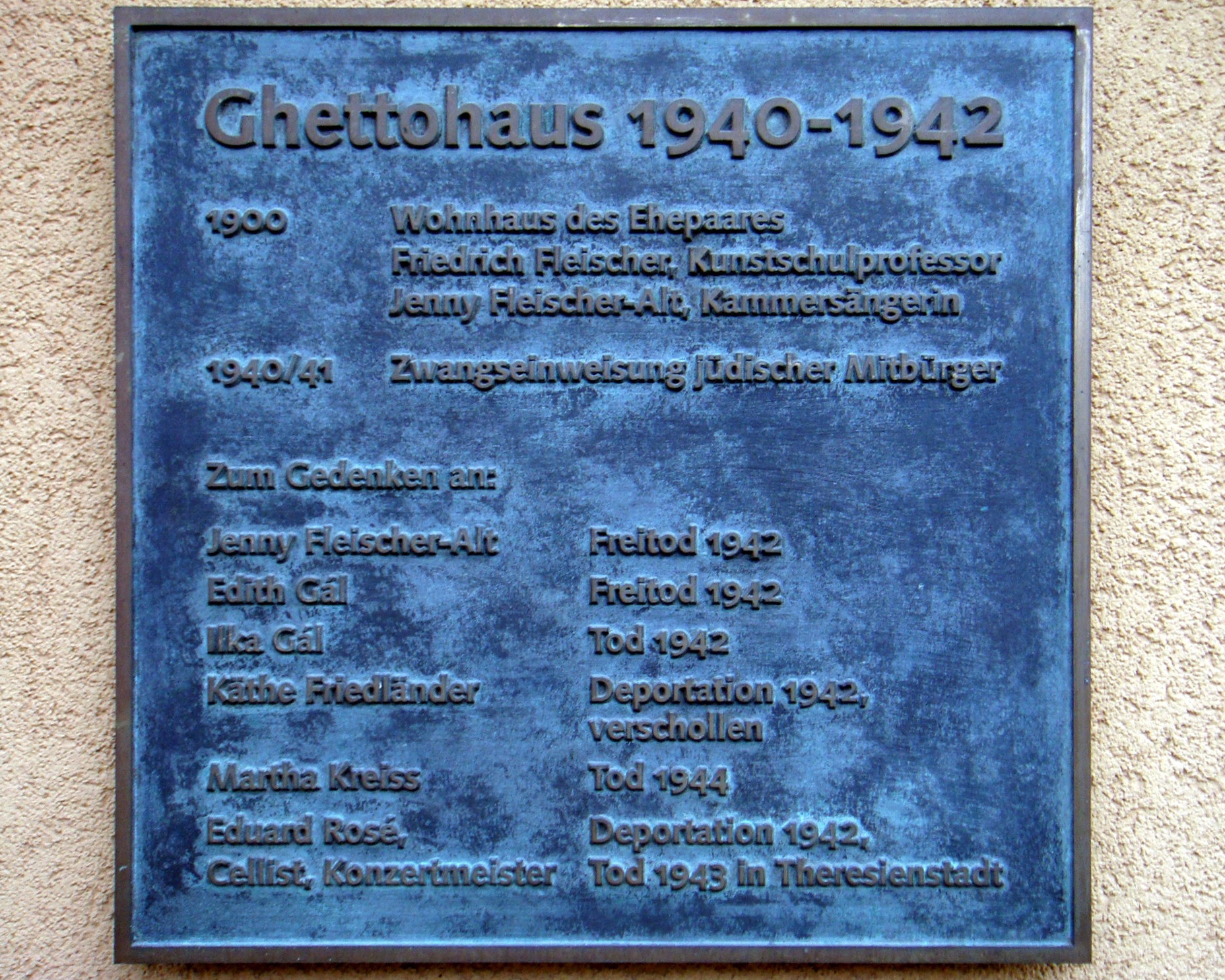
Targa commemorativa a Weimar in Belvederer Strasse 6.

Il termine Judenhaus nel linguaggio delle autorità naziste indicava gli edifici residenziali, appartenuti in precedenza agli ebrei, dove venivano alloggiati con la forza esclusivamente inquilini e subaffittuari ebrei, individuati in conformità alla prima ordinanza sulla cittadinanza del Reich del 14 novembre 1935, sezione 5, eccezion fatta per i cosiddetti matrimoni misti privilegiati. In questo modo si liberò più spazio abitativo per la popolazione "di sangue tedesco" a discapito degli ebrei. La misura facilitò la discriminazione degli abitanti ebrei, ponendo fine ai rapporti di vicinato consolidati.

## Riduzione della tutela dell'inquilino

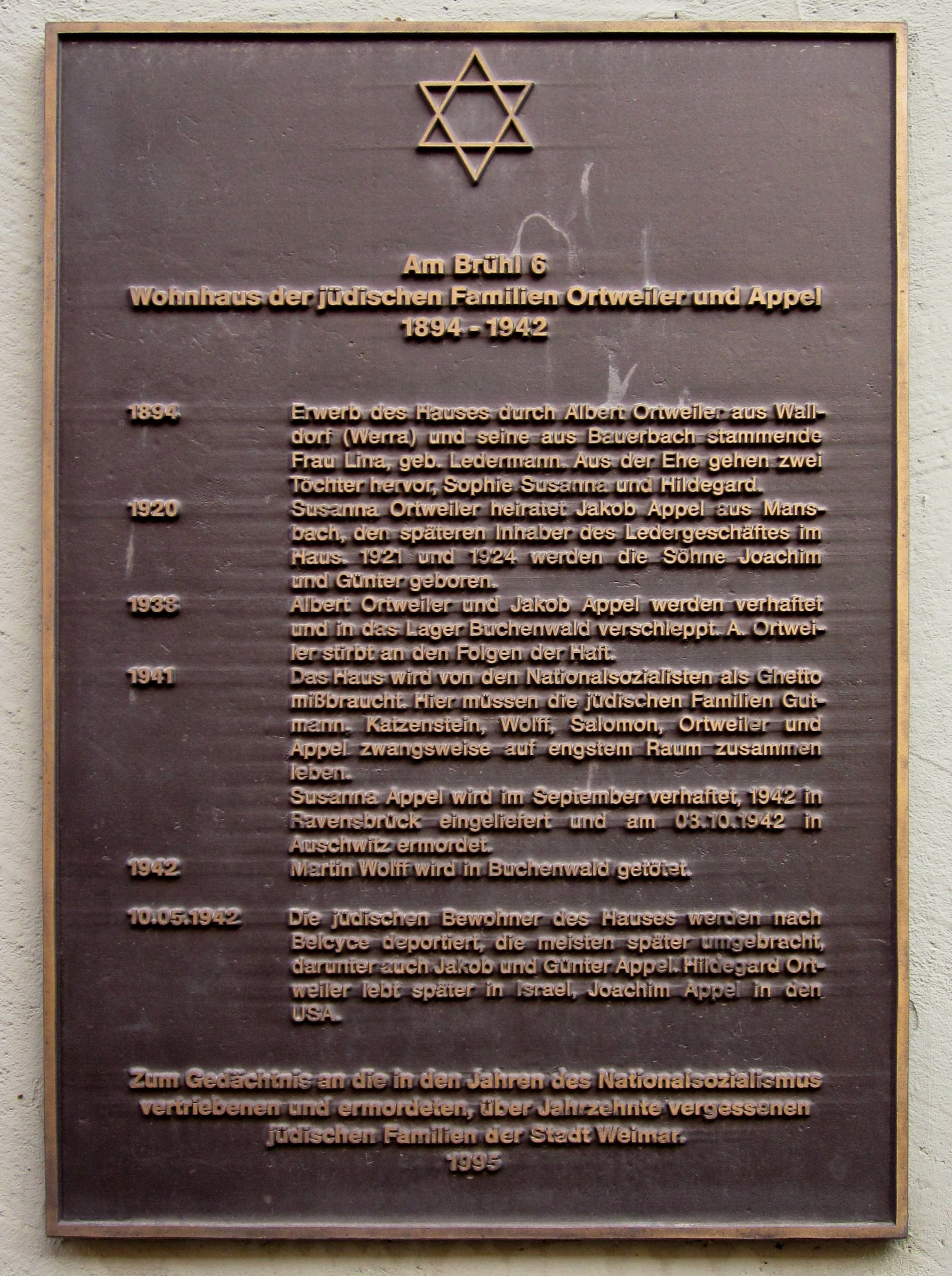
Targa commemorativa sulla casa di Brühl 6 a Weimar.

L'ordinanza sull'uso della proprietà ebraica obbligò gli ebrei proprietari degli immobili a vendere i loro beni. Il 28 dicembre 1938 Hermann Göring dichiarò che l'arianizzazione delle imprese e dei negozi era una priorità, e che l'arianizzazione della proprietà della casa doveva «essere posta a completamento del processo di arianizzazione. È auspicabile, se possibile, procedere caso per caso in modo che gli ebrei siano riuniti in un'unica abitazione, nella misura in cui le condizioni di locazione lo consentono».
La legge sui rapporti di locazione con gli ebrei indebolì la tutela degli inquilini ebrei. I commenti giuridici sul diritto in materia di alloggi per gli ebrei riportano la motivazione: «Va contro il senso della giustizia dei nazionalsocialisti se i cittadini tedeschi devono vivere nella stessa casa con gli ebrei»
Gli ebrei potevano essere sfrattati dal proprietario di sangue tedesco se fosse stato dimostrato che avevano un altro alloggio, mentre il periodo di locazione a lungo termine concordato contrattualmente fu ridotto per legge. Gli ebrei potevano essere costretti ad accogliere nel loro appartamento i subaffittuari ebrei. Il contratto e l'importo dell'affitto potevano essere determinati dall'autorità comunale.
Il "Decreto sulla riorganizzazione della capitale del Reich, Berlino, e della capitale del movimento, Monaco" aveva introdotto l'obbligo per gli ebrei di Berlino e Monaco di notificare gli alloggi sfitti, con l'obiettivo di sfruttare lo spazio abitativo per gli "inquilini di sangue tedesco". Quando gli sforzi per creare alloggi nelle città di Berlino, Monaco e Vienna non ebbero il successo sperato, il 10 settembre 1940 la tutela degli inquilini e subaffittuari fu ridotta anche nel caso l'edificio fosse passato ad un "ariano", o fosse posseduto o amministrato da una comunità di culto o dall'Associazione degli ebrei del Reich. A tal proposito è esemplare la storia della Haus Bier in Hülchrather Str. 6, pubblicata dal Comune di Colonia, per la quale nel 2012 l'artista Gunter Demnig pose per la prima volta una pietra d'inciampo davanti a un edificio residenziale arianizzato.

## Sistemazione forzata e situazione abitativa
Subito dopo i pogrom del novembre 1938 Göring pensò all'istituizione dei ghetti. Tuttavia, Reinhard Heydrich considerava difficile la sorveglianza della polizia e anzi raccomandava la sistemazione degli ebrei in case ebraiche, contando "sull'occhio vigile di tutta la popolazione".
A partire dall'autunno del 1939, a Vienna e nel Sudetengau anche prima, in alcuni casi più tardi come ad Amburgo dall'aprile 1942, tutti gli ebrei furono registrati su indicazione della Gestapo, in alcuni casi con la collaborazione forzata dell'Associazione degli ebrei del Reich in Germania, e sistemati coattivamente nelle Judenhaus in condizioni proibitive. Numerosi edifici furono ceduti all'Associazione degli ebrei del Reich perché le comunità religiose più piccole non erano in grado di sostenere la manutenzione necessaria o perché erano state sciolte. Gli ebrei erano spesso costretti a vivere in alloggi di fortuna come asili e scuole, ospizi e ospedali, uffici e sale riunioni, sale di preghiera e anche sale cimiteriali.
Oltre che da ragioni ideologiche, questa misura era dettata anche da concreti interessi materiali. Nell'autunno del 1941 la Stapoleitstelle di Düsseldorf ordinò il raggruppamenti di diverse famiglie ebree in un unico appartamento, "dando per scontato che agli ebrei sarebbero rimaste solo le abitazioni più malsane e povere». Lo spazio abitativo sarebbe stato messo a disposizione della popolazione di sangue tedesco, senza che ciò comportasse "un onere finanziario per il Reich o per le comunità". Tuttavia, gli edifici residenziali non dovevano "essere tutti uno accanto all'altro (divieto di ghettizzazione)".
La già diffusa carenza di alloggi nelle grandi città fu costantemente aggravata dai raid aerei. Alla fine del 1941 più di 1.000 appartamenti ad Amburgo furono distrutti dalle bombe. Un documento confidenziale riporta: "Il piano originario di radunare gli ebrei in diversi luoghi della città è stato abbandonato. Su richiesta del governatore del Reich, il Führer ha ora deciso che gli ebrei che vivono qui dovrebbero essere evacuati a est, ad eccezione degli anziani e dei malati. […] Si prevede [presto] che questa misura metterà a disposizione circa 1.000 appartamenti liberi".

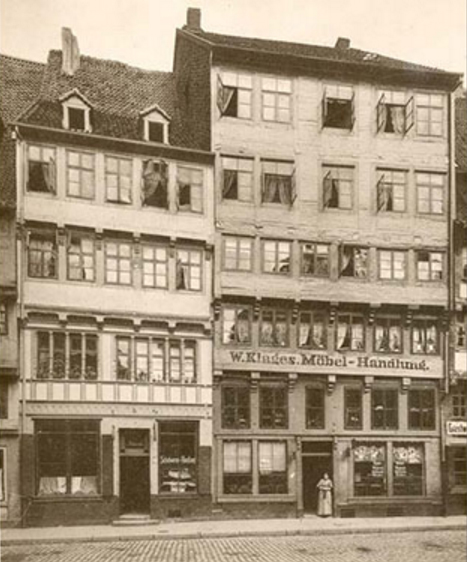
La "casa ebraica" in Knochenhauerstraße 61 (a sinistra) è stata ispezionata dal presidente della comunità ebraica di Hannover, Max Schleisner. (Foto del 1898, archivio fotografico del Museo storico di Hannover).

Ad Hannover la "campagna di reinsediamento" fu completata nel settembre 1941: circa 1.500 ebrei furono concentrati in quindici edifici. Oltre ai fabbricati residenziali, furono occupati gli ex uffici, un centro comunitario con una scuola e l'ospedale israelita. Le Judenhaus a Braunschweig sono esistite dal 1939 al 1943; in seguito tutti i residenti ebrei emigrarono, furono deportati o morirono.
Ad Amburgo, dall'aprile 1942 in poi, tutti i portatori della stella di Davide non ancora deportati furono alloggiati con la forza nelle case ebraiche; dall'autunno 1942 toccò ai partner dei "matrimoni misti non privilegiati". Dal 1943 in alcuni Reichsgau dovettero trasferirsi in queste case anche i partner di "matrimoni misti privilegiati". Sempre ad Amburgo venivano consessi da sei a otto metri quadrati di spazio abitativo a persona.
Un impiegato della Reichsvereinigung riferì da Hannover nel 1941: "Letto accanto al letto, non c'è spazio per i corridoi. […] Mancano tavoli e sedie per scarsità di spazio. […] Appena 3 metri quadrati di superficie." Victor Klemperer descrisse una casa ebrea a Dresda: "Cohns, Stuhlers, noi. Bagno e gabinetto in comune. Cucina insieme agli Stuhler, solo con una separazione a metà – un punto d'acqua per tutti e tre […] È già mezza vita di caserma, ci si inciampa l'uno nell'altro, una confusione."
Secondo un'istruzione dell'Ufficio Centrale per la Sicurezza del Reich, le case e gli appartamenti degli ebrei dovevano essere contrassegnati sulla porta d'ingresso con una stella ebraica nera stampata su carta bianca (fino al 15 marzo 1942) e sottoposti al controllo della Gestapo. Klemperer scrisse più volte nei suoi diari di "pogrom con perquisizione domiciliare" da lui stesso denunciati e vissuti, durante i quali i residenti venivano insultati, maltrattati, schiaffeggiati, presi a calci, picchiati e derubati dai funzionari della Gestapo.

## Pianificazione

### Berlino
A partire da gennaio 1941 e soprattutto dalla fine di marzo 1941, numerosi ebrei di Berlino dovettero lasciare le loro case perché la capitale doveva essere ampiamente ridisegnata secondo i piani di Albert Speer. Solo nell'agosto 1941 furono sgomberati più di 5.000 "appartamenti ebraici".
I piani del Ministero della Propaganda del Reich discussi in relazione all'introduzione della stella ebraica nell'agosto 1941 non furono attuati, quindi più di 70.000 ebrei berlinesi furono sfrattati dalle loro case e concentrati nelle baracche. Dall'inizio delle deportazioni degli ebrei tedeschi a Litzmannstadt (Łódź), Minsk e Riga nell'autunno del 1941, ci furono numerosi sgomberi forzati e accorpamenti di appartamenti.

### Vienna
Il sistema di "arianizzazione" della proprietà residenziale fu ampiamente studiato e presentato utilizzando l'esempio dell'intero edificio residenziale e in particolare dell'appartamento di Sigmund Freud in Berggasse 19 a Vienna.

### Ungheria
Dopo l'occupazione tedesca dell'Ungheria nel marzo 1944, a partire dal maggio 1944, gli ebrei del distretto di Fejér furono stipati dall'amministrazione locale ungherese nelle Judenhaus, in seguito contrassegnate con la stella gialla.